# 두촌중학교
두촌중학교(斗村中學校)는 대한민국 강원특별자치도 홍천군 두촌면 자은리에 있는 공립 중학교이다.

## 학교 연혁
- 1951년 10월 30일 : 두촌 공립중학교 설립인가
- 1952년 5월 30일 : 수복후 개교, 초대 한우방 교장 취임
- 2024년 1월 5일 : 제72회 졸업식(8명, 총 4,240명)
- 2024년 3월 4일 : 2024학년도 신입생 입학식(3명)

## 참고 자료
- 두촌중학교 - 한국교육학술정보원 학교알리미